# Alejandro Granados
Alejandro Santiago Granados (Ezeiza, 18 de julio de 1951) es un político argentino, exministro de Seguridad de la Provincia de Buenos Aires cargo que asumió en agosto del 2013 debiendo pedir licencia de su cargo de Intendente del Partido de Ezeiza, cargo que ocupó desde la creación del distrito en 1995 hasta su finalización en 2023, donde fue sucedido por su hijo Gastón.

## Carrera
Con la división del partido de Esteban Echeverría en 1994, fue elegido intendente del partido de Ezeiza al año siguiente por el justicialismo; y fue reelecto de forma consecutiva en 1995, 1999, 2003, 2007, 2011, 2015 y 2019.
En 2013 pidió licencia de su cargo de Intendente para asumir como Ministro de Seguridad de la Provincia de Buenos Aires, tras su designación por el gobernador Daniel Scioli. En 2014 puso en marcha el Operativo Centinela afectados como refuerzos en la capital provincial, además de sumar 77 móviles y 40 motos, y a mitad de ese año lanzó el plan de seguridad rural, por el cual se sumaron 800 efectivos más a los 1.300. En 2014 lanzó la policía comunal con 13 mil efectivos. En total, unos 50 distritos adhirieron a la nueva fuerza.

## Cargos Partidarios
Preside el Partido Justicialista de Ezeiza y es Congresal Provincial del Partido Justicialista.[cita requerida] También preside el Club Tristán Suárez, cargo que desempeñó en 1993-1995, 1998-2002, 2016-2018 y 2021.